# Kim Bjongdzsi
Kim Bjongdzsi (hangul: 김병지, handzsa: 金 秉址, RR: Kim Byung-ji; 1970. április 30. –) dél-koreai válogatott labdarúgókapus. 

## Pályafutása

### Klubcsapatban
1992 és 2000 között az Ulszan Hyundai kapuját védte. 2001 és 2005 között a Pohang Steelers, 2006 és 2008 között az FC Szöul játékosa volt. 2009-től 2012-ig a Kjongnam FC, 2013-tól 2015-ig a Csonnam Dragons csapatában játszott. 

### A válogatottban
1995 és 2008 között 61 alkalommal játszott a dél-koreai válogatottban. Részt vett az 1998-as és a 2002-es világbajnokságon.

## Sikerei, díjai
Ulszan Hyundai
- Dél-koreai bajnok (1): 1996